# Pisang Ambon
Pisang Ambon je značka holandského likéru, který vyrábí, distribuuje a prodává firma Lucas Bols. Vychází z receptury starého indonéského likéru. Na trh byla uvedena i fialová verze s názvem Pisang Ambon Guaraná Lime.

## Etymologie
„Pisang“ je indonéský/malajský výraz pro banán. Ambon je hlavní město indonéské provincie, která byla kdysi holandskou kolonií. „Pisang Ambon je indonéský název pro banánovou odrůdu Gros Michel.